# OCN (canal de televisión)
OCN acrónimo de Orion Cinema Network (en hangul, 오리온 시네마 네트워크) es un canal de televisión de pago de Corea del Sur, inició sus trasmisiones el 1 de marzo de 1995. Su programación se basa en la emisión de películas y series de televisión. Es el canal de cable más visto de Corea del Sur.

## Nombre
Fue llamado anteriormente «Daewoo Cinema Network» desde su creación hasta 1999, cuando fue vendido por Daewoo a Orion Confectionery y posteriormente en 2010 a CJ E&M Broadcasting Group, quien también es dueño de Mnet y tvN.